# Campeonato Gaúcho de Futsal de 2011
O Campeonato Gaúcho de Futsal de 2011 foi a 45ª edição do Campeonato Gaúcho de Futsal, dividida novamente entre Série Ouro, equivalente à primeira divisão; e Série Prata, equivalente à segunda divisão.

## Série Ouro

### Final
A Série Ouro foi decidida entre as equipes do Clube Esportivo e Recreativo Atlântico, de Erechim, e a Associação Carlos Barbosa de Futsal, de Carlos Barbosa. A ACBF jogava pelo empate na prorrogação pois possuía a melhor campanha.
| 03/12/2011 | Atlântico | 3 - 2 | ACBF |  |
| 19:00      |           |       |      |  |

| 10/12/2011 | ACBF | 2 - 2 | Atlântico |  |
| 19:00      |      |       |           |  |

### Campeão
| Série Ouro 2011               |
| Rio Grande do Sul             |
| ----------------------------- |
| Atlântico Campeão (1º título) |

## Série Prata
A Associação Futsal de Cachoeirinha, de Cachoeirinha, sagrou-se campeã ao derrotar na final o Grêmio Esportivo América, de Tapera, sendo que ambas as equipes foram promovidas à Série Ouro 2012.